# Можайские
Можайские — русский княжеский род, ветвь Московских великих князей. Основан сыном Дмитрия Ивановича Донского — Андреем Дмитриевичем.
Род внесён в Бархатную книгу.
- Андрей Дмитриевич Можайский — (правил в 1389—1432)
  - Иван Андреевич Можайский — (правил с 1432 по 1454)
    - Семен Иванович Можайский — (втор. пол. XV — нач. XVI века)
      - Василий Семенович Можайский — (нач. XVI века)

  - Михаил Андреевич Можайский — (втор. пол. XV века)
  - Анастасия Андреевна (ум. 1451), муж — Борис Александрович Тверской